# Puchar Świata w biathlonie 2024/2025
Puchar Świata w biathlonie 2024/2025 – 48. edycja zawodów o Puchar Świata w tej dyscyplinie sportu. Sezon rozpoczął się 30 listopada w fińskim Kontiolahti. Starty zakończyły się 23 marca w Oslo/Holmenkollen.
W dniach 12–23 lutego 2025 roku rozegrane zostały mistrzostwa świata w Lenzerheide, których wyniki nie były zaliczane do klasyfikacji Pucharu Świata.
Tytułów sprzed roku bronili: Włoszka Lisa Vittozzi i Norweg Johannes Thingnes Bø. Tym razem triumfowali Niemka Franziska Preuß i Norweg Sturla Holm Lægreid.

## Kalendarz zawodów
- Kontiolahti (30 listopada – 8 grudnia 2024)
- Hochfilzen (13–15 grudnia 2024)
- Annecy Le Grand-Bornand (19–22 grudnia 2024)
- Oberhof (9–12 stycznia 2025)
- Ruhpolding (15–19 stycznia 2025)
- Rasen-Antholz (23–26 stycznia 2025)
- Lenzerheide (12–23 lutego 2025, mistrzostwa świata, nie wliczane do PŚ)
- Nové Město na Moravě  (5–9 marca 2025)
- Pokljuka (13–16 marca 2025)
- Oslo/Holmenkollen(20–23 marca 2025)

## Kalendarz

### Mężczyźni
| Lp.                                                                     | Data                          | Miejscowość             | Szczegóły | Konkurencja                    | 1. miejsce                                                                          | 2. miejsce                                                                                   | 3. miejsce                                                                      |
| ----------------------------------------------------------------------- | ----------------------------- | ----------------------- | --------- | ------------------------------ | ----------------------------------------------------------------------------------- | -------------------------------------------------------------------------------------------- | ------------------------------------------------------------------------------- |
| 1.                                                                      | 30 listopada – 8 grudnia 2024 | Kontiolahti             | szczegóły | Sztafeta 4x7,5 km              | Francja Fabien Claude · Quentin Fillon Maillet · Éric Perrot · Émilien Jacquelin    | Norwegia Sturla Holm Lægreid · Tarjei Bø · Endre Strømsheim · Johannes Thingnes Bø           | Szwecja Viktor Brandt · Jesper Nelin · Martin Ponsiluoma · Sebastian Samuelsson |
| 1.                                                                      | 30 listopada – 8 grudnia 2024 | Kontiolahti             | szczegóły | Krótki bieg indywidualny 15 km | Endre Strømsheim                                                                    | Johannes Thingnes Bø                                                                         | Sturla Holm Lægreid                                                             |
| 1.                                                                      | 30 listopada – 8 grudnia 2024 | Kontiolahti             | szczegóły | Sprint 10 km                   | Émilien Jacquelin                                                                   | Sebastian Samuelsson                                                                         | Philipp Nawrath                                                                 |
| 1.                                                                      | 30 listopada – 8 grudnia 2024 | Kontiolahti             | szczegóły | Bieg masowy 15 km              | Éric Perrot                                                                         | Quentin Fillon Maillet                                                                       | Sturla Holm Lægreid                                                             |
| 2.                                                                      | 13–15 grudnia 2024            | Hochfilzen              | szczegóły | Sprint 10 km                   | Johannes Thingnes Bø                                                                | Sturla Holm Lægreid                                                                          | Fabien Claude                                                                   |
| 2.                                                                      | 13–15 grudnia 2024            | Hochfilzen              | szczegóły | Bieg pościgowy 12,5 km         | Johannes Thingnes Bø                                                                | Émilien Jacquelin                                                                            | Sturla Holm Lægreid                                                             |
| 2.                                                                      | 13–15 grudnia 2024            | Hochfilzen              | szczegóły | Sztafeta 4x7,5 km              | Francja Fabien Claude · Quentin Fillon Maillet · Éric Perrot · Émilien Jacquelin    | Norwegia Sturla Holm Lægreid · Tarjei Bø · Johannes Thingnes Bø · Vebjørn Sørum              | Szwecja Viktor Brandt · Jesper Nelin · Martin Ponsiluoma · Sebastian Samuelsson |
| 3.                                                                      | 19–22 grudnia 2024            | Annecy/Le Grand-Bornand | szczegóły | Sprint 10 km                   | Martin Uldal                                                                        | Johannes Thingnes Bø                                                                         | Sebastian Samuelsson                                                            |
| 3.                                                                      | 19–22 grudnia 2024            | Annecy/Le Grand-Bornand | szczegóły | Bieg pościgowy 12,5 km         | Johannes Thingnes Bø                                                                | Éric Perrot                                                                                  | Émilien Jacquelin                                                               |
| 3.                                                                      | 19–22 grudnia 2024            | Annecy/Le Grand-Bornand | szczegóły | Bieg masowy 15 km              | Tarjei Bø                                                                           | Danilo Riethmüller                                                                           | Johannes Thingnes Bø                                                            |
| 4.                                                                      | 9–12 stycznia 2025            | Oberhof                 | szczegóły | Sprint 10 km                   | Quentin Fillon Maillet                                                              | Fabien Claude                                                                                | Émilien Jacquelin                                                               |
| 4.                                                                      | 9–12 stycznia 2025            | Oberhof                 | szczegóły | Bieg pościgowy 12,5 km         | Sturla Holm Lægreid                                                                 | Tarjei Bø                                                                                    | Johannes Thingnes Bø                                                            |
| 5.                                                                      | 15–19 stycznia 2025           | Ruhpolding              | szczegóły | Bieg indywidualny 20 km        | Vebjørn Sørum                                                                       | Émilien Claude                                                                               | Andrejs Rastorgujevs                                                            |
| 5.                                                                      | 15–19 stycznia 2025           | Ruhpolding              | szczegóły | Sztafeta 4x7,5 km              | Francja Fabien Claude · Quentin Fillon Maillet · Émilien Claude · Émilien Jacquelin | Szwecja Viktor Brandt · Jesper Nelin · Martin Ponsiluoma · Sebastian Samuelsson              | Niemcy Justus Strelow · Danilo Riethmüller · Johannes Kühn · Philipp Nawrath    |
| 5.                                                                      | 15–19 stycznia 2025           | Ruhpolding              | szczegóły | Bieg masowy 15 km              | Tommaso Giacomel                                                                    | Sturla Holm Lægreid                                                                          | Johannes Thingnes Bø                                                            |
| 6.                                                                      | 23–26 stycznia 2025           | Rasen-Antholz           | szczegóły | Sprint 10 km                   | Tarjei Bø                                                                           | Sturla Holm Lægreid                                                                          | Tommaso Giacomel                                                                |
| 6.                                                                      | 23–26 stycznia 2025           | Rasen-Antholz           | szczegóły | Sztafeta 4x7,5 km              | Francja Fabien Claude · Quentin Fillon Maillet · Éric Perrot · Émilien Jacquelin    | Norwegia Sturla Holm Lægreid · Tarjei Bø · Johannes Thingnes Bø · Vetle Sjåstad Christiansen | Szwecja Viktor Brandt · Jesper Nelin · Martin Ponsiluoma · Sebastian Samuelsson |
| 6.                                                                      | 23–26 stycznia 2025           | Rasen-Antholz           | szczegóły | Bieg pościgowy 12,5 km         | Sturla Holm Lægreid                                                                 | Tarjei Bø                                                                                    | Tommaso Giacomel                                                                |
| Mistrzostwa Świata w Biathlonie 2025 • Lenzerheide, 12 - 23 lutego 2025 |                               |                         |           |                                |                                                                                     |                                                                                              |                                                                                 |
| 7.                                                                      | 6–9 marca 2025                | Nové Město na Moravě    | szczegóły | Sprint 10 km                   | Émilien Jacquelin                                                                   | Tommaso Giacomel                                                                             | Johannes Thingnes Bø                                                            |
| 7.                                                                      | 6–9 marca 2025                | Nové Město na Moravě    | szczegóły | Bieg pościgowy 12,5 km         | Sebastian Samuelsson                                                                | Tommaso Giacomel                                                                             | Johannes Thingnes Bø                                                            |
| 7.                                                                      | 6–9 marca 2025                | Nové Město na Moravě    | szczegóły | Sztafeta 4x7,5 km              | Francja Émilien Claude · Quentin Fillon Maillet · Fabien Claude · Oscar Lombardot   | Norwegia Sturla Holm Lægreid · Tarjei Bø · Johannes Thingnes Bø · Martin Uldal               | Ukraina Artem Tyszczenko · Witalij Mandzyn · Anton Dudczenko · Dmytro Pidruczny |
| 8.                                                                      | 13–16 marca 2025              | Pokljuka                | szczegóły | Krótki bieg indywidualny 15 km | Jakov Fak                                                                           | Sturla Holm Lægreid                                                                          | Martin Ponsiluoma                                                               |
| 8.                                                                      | 13–16 marca 2025              | Pokljuka                | szczegóły | Bieg masowy 12,5 km            | Éric Perrot                                                                         | Quentin Fillon Maillet                                                                       | Sturla Holm Lægreid                                                             |
| 9.                                                                      | 21-23 marca 2025              | Oslo/Holmenkollen       | szczegóły | Sprint 10 km                   | Johannes Thingnes Bø                                                                | Sturla Holm Lægreid                                                                          | Johannes Dale                                                                   |
| 9.                                                                      | 21-23 marca 2025              | Oslo/Holmenkollen       | szczegóły | Bieg pościgowy 12,5 km         | Sturla Holm Lægreid                                                                 | Johannes Thingnes Bø                                                                         | Quentin Fillon Maillet                                                          |
| 9.                                                                      | 21-23 marca 2025              | Oslo/Holmenkollen       | szczegóły | Bieg masowy 15 km              | Sebastian Samuelsson                                                                | Éric Perrot                                                                                  | Endre Strømsheim                                                                |

### Kobiety
| Lp.                                                                     | Data                          | Miejscowość             | Szczegóły | Konkurencja                      | 1. miejsce                                                                       | 2. miejsce                                                                                       | 3. miejsce                                                                                |
| ----------------------------------------------------------------------- | ----------------------------- | ----------------------- | --------- | -------------------------------- | -------------------------------------------------------------------------------- | ------------------------------------------------------------------------------------------------ | ----------------------------------------------------------------------------------------- |
| 1.                                                                      | 30 listopada – 8 grudnia 2024 | Kontiolahti             | szczegóły | Sztafeta 4x6 km                  | Szwecja Anna Magnusson · Sara Andersson · Hanna Öberg · Elvira Öberg             | Francja Lou Jeanmonnot-Laurent · Justine Braisaz-Bouchet · Sophie Chauveau · Julia Simon         | Norwegia Juni Arnekleiv · Karoline Knotten · Maren Kirkeeide · Ingrid Landmark Tandrevold |
| 1.                                                                      | 30 listopada – 8 grudnia 2024 | Kontiolahti             | szczegóły | Krótki bieg indywidualny 12,5 km | Lou Jeanmonnot-Laurent                                                           | Ella Halvarsson                                                                                  | Elvira Öberg                                                                              |
| 1.                                                                      | 30 listopada – 8 grudnia 2024 | Kontiolahti             | szczegóły | Sprint 7,5 km                    | Markéta Davidová                                                                 | Elvira Öberg                                                                                     | Suvi Minkkinen                                                                            |
| 1.                                                                      | 30 listopada – 8 grudnia 2024 | Kontiolahti             | szczegóły | Bieg masowy 12,5 km              | Elvira Öberg                                                                     | Julia Simon                                                                                      | Franziska Preuß                                                                           |
| 2.                                                                      | 13–15 grudnia 2024            | Hochfilzen              | szczegóły | Sprint 7,5 km                    | Franziska Preuß                                                                  | Sophie Chauveau                                                                                  | Karoline Offigstad Knotten                                                                |
| 2.                                                                      | 13–15 grudnia 2024            | Hochfilzen              | szczegóły | Bieg pościgowy 10 km             | Lou Jeanmonnot                                                                   | Vanessa Voigt                                                                                    | Franziska Preuß                                                                           |
| 2.                                                                      | 13–15 grudnia 2024            | Hochfilzen              | szczegóły | Sztafeta 4x6 km                  | Niemcy Vanessa Voigt · Julia Tannheimer · Selina Grotian · Franziska Preuß       | Francja Julia Simon · Justine Braisaz-Bouchet · Sophie Chauveau · Lou Jeanmonnot-Laurent         | Szwecja Anna Magnusson · Anna-Karin Heijdenberg · Ella Halvarsson · Elvira Öberg          |
| 3.                                                                      | 19–22 grudnia 2024            | Annecy/Le Grand-Bornand | szczegóły | Sprint 7,5 km                    | Justine Braisaz-Bouchet                                                          | Franziska Preuß                                                                                  | Anamarija Lampič                                                                          |
| 3.                                                                      | 19–22 grudnia 2024            | Annecy/Le Grand-Bornand | szczegóły | Bieg pościgowy 10 km             | Franziska Preuß                                                                  | Julia Simon                                                                                      | Vanessa Voigt                                                                             |
| 3.                                                                      | 19–22 grudnia 2024            | Annecy/Le Grand-Bornand | szczegóły | Bieg masowy 12,5 km              | Selina Grotian                                                                   | Franziska Preuß                                                                                  | Paulína Fialková                                                                          |
| 4.                                                                      | 9–12 stycznia 2025            | Oberhof                 | szczegóły | Sprint 7,5 km                    | Paula Botet                                                                      | Maren Kirkeeide                                                                                  | Milena Todorowa                                                                           |
| 4.                                                                      | 9–12 stycznia 2025            | Oberhof                 | szczegóły | Bieg pościgowy 10 km             | Lou Jeanmonnot                                                                   | Maren Kirkeeide                                                                                  | Elvira Öberg                                                                              |
| 5.                                                                      | 15–19 stycznia 2025           | Ruhpolding              | szczegóły | Bieg indywidualny 15 km          | Lou Jeanmonnot                                                                   | Franziska Preuß                                                                                  | Amy Baserga                                                                               |
| 5.                                                                      | 15–19 stycznia 2025           | Ruhpolding              | szczegóły | Sztafeta 4x6 km                  | Niemcy Stefanie Scherer · Selina Grotian · Sophia Schneider · Franziska Preuß    | Norwegia Karoline Knotten · Juni Arnekleiv · Maren Kirkeeide · Ragnhild Femsteinevik             | Francja Paula Botet · Océane Michelon · Justine Braisaz-Bouchet · Julia Simon             |
| 5.                                                                      | 15–19 stycznia 2025           | Ruhpolding              | szczegóły | Bieg masowy 12,5 km              | Elvira Öberg                                                                     | Franziska Preuß                                                                                  | Jeanne Richard                                                                            |
| 6.                                                                      | 23–26 stycznia 2025           | Rasen-Antholz           | szczegóły | Sprint 7,5 km                    | Lou Jeanmonnot                                                                   | Selina Grotian                                                                                   | Franziska Preuß                                                                           |
| 6.                                                                      | 23–26 stycznia 2025           | Rasen-Antholz           | szczegóły | Sztafeta 4x6 km                  | Szwecja Johanna Skottheim · Ella Halvarsson · Anna Magnusson · Hanna Öberg       | Norwegia Karoline Knotten · Ragnhild Femsteinevik · Maren Kirkeeide · Ingrid Landmark Tandrevold | Francja Jeanne Richard · Lou Jeanmonnot · Océane Michelon · Julia Simon                   |
| 6.                                                                      | 23–26 stycznia 2025           | Rasen-Antholz           | szczegóły | Bieg pościgowy 10 km             | Lou Jeanmonnot                                                                   | Julia Simon                                                                                      | Franziska Preuß                                                                           |
| Mistrzostwa Świata w Biathlonie 2025 • Lenzerheide, 12 - 23 lutego 2025 |                               |                         |           |                                  |                                                                                  |                                                                                                  |                                                                                           |
| 7.                                                                      | 6–9 marca 2025                | Nové Město na Moravě    | szczegóły | Sprint 7,5 km                    | Ingrid Landmark Tandrevold                                                       | Justine Braisaz-Bouchet                                                                          | Julia Simon                                                                               |
| 7.                                                                      | 6–9 marca 2025                | Nové Město na Moravě    | szczegóły | Bieg pościgowy 10 km             | Julia Simon                                                                      | Hanna Öberg                                                                                      | Océane Michelon                                                                           |
| 7.                                                                      | 6–9 marca 2025                | Nové Město na Moravě    | szczegóły | Sztafeta 4x6 km                  | Francja Justine Braisaz-Bouchet · Lou Jeanmonnot · Océane Michelon · Julia Simon | Norwegia Karoline Knotten · Ragnhild Femsteinevik · Maren Kirkeeide · Ingrid Landmark Tandrevold | Niemcy Sophia Schneider · Julia Tannheimer · Selina Grotian · Johanna Puff                |
| 8.                                                                      | 13–16 marca 2025              | Pokljuka                | szczegóły | Krótki bieg indywidualny 12,5 km | Julia Simon                                                                      | Hanna Öberg                                                                                      | Franziska Preuß                                                                           |
| 8.                                                                      | 13–16 marca 2025              | Pokljuka                | szczegóły | Bieg masowy 12,5 km              | Lou Jeanmonnot                                                                   | Milena Todorowa                                                                                  | Anamarija Lampič                                                                          |
| 9.                                                                      | 21-23 marca 2025              | Oslo/Holmenkollen       | szczegóły | Sprint 7,5 km                    | Franziska Preuß                                                                  | Lou Jeanmonnot                                                                                   | Suvi Minkkinen                                                                            |
| 9.                                                                      | 21-23 marca 2025              | Oslo/Holmenkollen       | szczegóły | Bieg pościgowy 10 km             | Lou Jeanmonnot                                                                   | Elvira Öberg                                                                                     | Lena Häcki-Groß                                                                           |
| 9.                                                                      | 21-23 marca 2025              | Oslo/Holmenkollen       | szczegóły | Bieg masowy 12,5 km              | Franziska Preuß                                                                  | Elvira Öberg                                                                                     | Lou Jeanmonnot                                                                            |

### Miksty
| Lp. | Data                          | Miejscowość | Szczegóły | Konkurencja                               | 1. miejsce                                                                              | 2. miejsce                                                                                 | 3. miejsce                                                                              |
| --- | ----------------------------- | ----------- | --------- | ----------------------------------------- | --------------------------------------------------------------------------------------- | ------------------------------------------------------------------------------------------ | --------------------------------------------------------------------------------------- |
| 1.  | 30 listopada – 8 grudnia 2024 | Kontiolahti | szczegóły | Pojedyncza sztafeta mieszana              | Szwecja Ella Halvarsson · Sebastian Samuelsson                                          | Francja Julia Simon · Quentin Fillon Maillet                                               | Niemcy Vanessa Voigt · Justus Strelow                                                   |
| 1.  | 30 listopada – 8 grudnia 2024 | Kontiolahti | szczegóły | Sztafeta mieszana (2 × 6 km + 2 × 7,5 km) | Norwegia Karoline Knotten · Ingrid Landmark Tandrevold · Johannes Dale · Vebjørn Sørum  | Francja Lou Jeanmonnot-Laurent · Justine Braisaz-Bouchet · Éric Perrot · Émilien Jacquelin | Szwecja Anna Magnusson · Elvira Öberg · Jesper Nelin · Martin Ponsiluoma                |
| 1.  | 9–12 stycznia 2025            | Oberhof     | szczegóły | Pojedyncza sztafeta mieszana              | Finlandia Tero Seppälä · Suvi Minkkinen                                                 | Francja Paula Botet · Quentin Fillon Maillet                                               | Niemcy Selina Grotian · Justus Strelow                                                  |
| 1.  | 9–12 stycznia 2025            | Oberhof     | szczegóły | Sztafeta mieszana                         | Szwecja Hanna Öberg · Elvira Öberg · Sebastian Samuelsson · Martin Ponsiluoma           | Francja Lou Jeanmonnot-Laurent · Jeanne Richard · Éric Perrot · Fabien Claude              | Norwegia Ingrid Landmark Tandrevold · Maren Kirkeeide · Tarjei Bø · Sturla Holm Lægreid |
| 1.  | 13–16 marca 2025              | Pokljuka    | szczegóły | Pojedyncza sztafeta mieszana              | Szwajcaria Aita Gasparin · Niklas Hartweg                                               | Szwecja Johanna Skottheim · Jesper Nelin                                                   | Finlandia Suvi Minkkinen · Tero Seppälä                                                 |
| 1.  | 13–16 marca 2025              | Pokljuka    | szczegóły | Sztafeta mieszana                         | Szwecja Anna-Karin Heijdenberg · Hanna Öberg · Martin Ponsiluoma · Sebastian Samuelsson | Francja Jeanne Richard · Océane Michelon · Éric Perrot · Quentin Fillon Maillet            | Norwegia Maren Kirkeeide · Ida Lien · Johannes Dale · Isak Frey                         |

## Klasyfikacje

### Kobiety
| Miejsce | Zawodniczka             | Punkty |
| ------- | ----------------------- | ------ |
| 1.      | Franziska Preuß         | 1278   |
| 2.      | Lou Jeanmonnot          | 1258   |
| 3.      | Julia Simon             | 902    |
| 4.      | Elvira Öberg            | 761    |
| 5.      | Océane Michelon         | 760    |
| 6.      | Jeanne Richard          | 755    |
| 7.      | Suvi Minkkinen          | 694    |
| 8.      | Justine Braisaz-Bouchet | 657    |
| 9.      | Selina Grotian          | 640    |
| 10.     | Maren Kirkeeide         | 548    |

| Miejsce | Zawodniczka      | Punkty |
| ------- | ---------------- | ------ |
| 11.     | Lisa Hauser      | 496    |
| 12.     | Hanna Öberg      | 488    |
| 13.     | Dorothea Wierer  | 446    |
| 14.     | Karoline Knotten | 421    |
| 15.     | Milena Todorowa  | 416    |
| 16.     | Amy Baserga      | 415    |
| 17.     | Julija Dżima     | 368    |
| 18.     | Ella Halvarsson  | 367    |
| 19.     | Lena Häcki-Groß  | 359    |
| 20.     | Anna Magnusson   | 356    |

| Miejsce | Zawodniczka     | Punkty |
| ------- | --------------- | ------ |
| 1.      | Lou Jeanmonnot  | 221    |
| 2.      | Franziska Preuß | 190    |
| 3.      | Océane Michelon | 146    |
| 4.      | Hanna Öberg     | 122    |
| 5.      | Julia Simon     | 120    |
| 6.      | Ella Halvarsson | 109    |
| 7.      | Elvira Öberg    | 106    |
| 8.      | Amy Baserga     | 100    |
| 9.      | Suvi Minkkinen  | 90     |
| 10.     | Jeanne Richard  | 87     |

| Miejsce | Zawodniczka             | Punkty |
| ------- | ----------------------- | ------ |
| 1.      | Franziska Preuß         | 414    |
| 2.      | Lou Jeanmonnot          | 346    |
| 3.      | Justine Braisaz-Bouchet | 318    |
| 4.      | Suvi Minkkinen          | 271    |
| 5.      | Julia Simon             | 259    |
| 6.      | Selina Grotian          | 237    |
| 7.      | Karoline Knotten        | 205    |
| 8.      | Maren Kirkeeide         | 204    |
| 9.      | Dorothea Wierer         | 202    |
| 10.     | Océane Michelon         | 195    |

| Miejsce | Zawodniczka             | Punkty |
| ------- | ----------------------- | ------ |
| 1.      | Lou Jeanmonnot          | 438    |
| 2.      | Julia Simon             | 343    |
| 3.      | Franziska Preuß         | 319    |
| 4.      | Jeanne Richard          | 245    |
| 5.      | Océane Michelon         | 238    |
| 6.      | Elvira Öberg            | 222    |
| 7.      | Maren Kirkeeide         | 214    |
| 8.      | Selina Grotian          | 190    |
| 9.      | Justine Braisaz-Bouchet | 181    |
| 10.     | Suvi Minkkinen          | 164    |

| Miejsce | Zawodniczka     | Punkty |
| ------- | --------------- | ------ |
| 1.      | Franziska Preuß | 355    |
| 2.      | Elvira Öberg    | 299    |
| 3.      | Lou Jeanmonnot  | 253    |
| 4.      | Jeanne Richard  | 230    |
| 5.      | Océane Michelon | 181    |
| 6.      | Julia Simon     | 180    |
| 7.      | Selina Grotian  | 170    |
| 8.      | Suvi Minkkinen  | 169    |
| 9.      | Lisa Hauser     | 151    |
| 10.     | Hanna Öberg     | 122    |

| Miejsce | Reprezentacja | Punkty |
| ------- | ------------- | ------ |
| 1.      | Francja       | 370    |
| 2.      | Szwecja       | 340    |
| 3.      | Norwegia      | 335    |
| 4.      | Niemcy        | 323    |
| 5.      | Szwajcaria    | 244    |
| 6.      | Włochy        | 204    |
| 7.      | Austria       | 200    |
| 8.      | Ukraina       | 171    |
| 9.      | Polska        | 171    |
| 10.     | Czechy        | 162    |

| Miejsce | Reprezentacja | Punkty |
| ------- | ------------- | ------ |
| 1.      | Francja       | 9060   |
| 2.      | Szwecja       | 8146   |
| 3.      | Niemcy        | 8051   |
| 4.      | Norwegia      | 7967   |
| 5.      | Szwajcaria    | 7066   |
| 6.      | Włochy        | 6758   |
| 7.      | Austria       | 6522   |
| 8.      | Ukraina       | 6124   |
| 9.      | Czechy        | 6018   |
| 10.     | Finlandia     | 5782   |

### Mężczyźni
| Miejsce | Zawodnik               | Punkty |
| ------- | ---------------------- | ------ |
| 1.      | Sturla Holm Lægreid    | 1291   |
| 2.      | Johannes Thingnes Bø   | 1173   |
| 3.      | Éric Perrot            | 926    |
| 4.      | Sebastian Samuelsson   | 875    |
| 5.      | Quentin Fillon Maillet | 862    |
| 6.      | Tommaso Giacomel       | 827    |
| 7.      | Émilien Jacquelin      | 777    |
| 8.      | Tarjei Bø              | 679    |
| 9.      | Vebjørn Sørum          | 651    |
| 10.     | Jakov Fak              | 618    |

| Miejsce | Zawodnik          | Punkty |
| ------- | ----------------- | ------ |
| 11.     | Martin Uldal      | 599    |
| 12.     | Fabien Claude     | 582    |
| 13.     | Endre Strømsheim  | 562    |
| 14.     | Philipp Nawrath   | 553    |
| 15.     | Martin Ponsiluoma | 488    |
| 16.     | Justus Strelow    | 456    |
| 17.     | Campbell Wright   | 455    |
| 18.     | Niklas Hartweg    | 436    |
| 19.     | Dmytro Pidruczny  | 409    |
| 20.     | Vítězslav Hornig  | 391    |

| Miejsce | Zawodnik               | Punkty |
| ------- | ---------------------- | ------ |
| 1.      | Sturla Holm Lægreid    | 165    |
| 2.      | Jakov Fak              | 144    |
| 3.      | Endre Strømsheim       | 142    |
| 4.      | Quentin Fillon Maillet | 112    |
| 5.      | Éric Perrot            | 111    |
| 6.      | Émilien Claude         | 107    |
| 7.      | Johannes Thingnes Bø   | 106    |
| 8.      | Vebjørn Sørum          | 90     |
| 8.      | Niklas Hartweg         | 90     |
| 10.     | Tommaso Giacomel       | 87     |

| Miejsce | Zawodnik               | Punkty |
| ------- | ---------------------- | ------ |
| 1.      | Johannes Thingnes Bø   | 432    |
| 2.      | Sturla Holm Lægreid    | 381    |
| 3.      | Émilien Jacquelin      | 325    |
| 4.      | Martin Uldal           | 284    |
| 5.      | Tommaso Giacomel       | 279    |
| 6.      | Sebastian Samuelsson   | 268    |
| 7.      | Éric Perrot            | 250    |
| 8.      | Vebjørn Sørum          | 234    |
| 9.      | Quentin Fillon Maillet | 232    |
| 10.     | Philipp Nawrath        | 230    |

| Miejsce | Zawodnik               | Punkty |
| ------- | ---------------------- | ------ |
| 1.      | Sturla Holm Lægreid    | 430    |
| 2.      | Johannes Thingnes Bø   | 430    |
| 3.      | Sebastian Samuelsson   | 290    |
| 4.      | Tommaso Giacomel       | 271    |
| 5.      | Éric Perrot            | 251    |
| 6.      | Quentin Fillon Maillet | 250    |
| 7.      | Émilien Jacquelin      | 231    |
| 8.      | Tarjei Bø              | 209    |
| 9.      | Vebjørn Sørum          | 198    |
| 10.     | Martin Uldal           | 192    |

| Miejsce | Zawodnik               | Punkty |
| ------- | ---------------------- | ------ |
| 1.      | Sturla Holm Lægreid    | 315    |
| 2.      | Éric Perrot            | 314    |
| 3.      | Quentin Fillon Maillet | 268    |
| 4.      | Sebastian Samuelsson   | 236    |
| 5.      | Tarjei Bø              | 209    |
| 6.      | Johannes Thingnes Bø   | 205    |
| 7.      | Tommaso Giacomel       | 190    |
| 8.      | Danilo Riethmüller     | 175    |
| 9.      | Fabien Claude          | 161    |
| 10.     | Endre Strømsheim       | 150    |

| Miejsce | Reprezentacja | Punkty |
| ------- | ------------- | ------ |
| 1.      | Francja       | 450    |
| 2.      | Norwegia      | 355    |
| 3.      | Szwecja       | 311    |
| 4.      | Niemcy        | 266    |
| 5.      | Ukraina       | 217    |
| 6.      | Słowenia      | 201    |
| 7.      | Włochy        | 195    |
| 7.      | Czechy        | 180    |
| 9.      | Szwajcaria    | 179    |
| 10.     | Austria       | 178    |

| Miejsce | Reprezentacja | Punkty |
| ------- | ------------- | ------ |
| 1.      | Francja       | 9002   |
| 2.      | Norwegia      | 8842   |
| 3.      | Szwecja       | 7862   |
| 4.      | Niemcy        | 7689   |
| 5.      | Włochy        | 6776   |
| 6.      | Szwajcaria    | 6737   |
| 7.      | Czechy        | 6493   |
| 8.      | Ukraina       | 6382   |
| 9.      | Słowenia      | 6320   |
| 10.     | Finlandia     | 6095   |